# Dhaka (zila)
Dhaka is een district (zila) in de divisie Dhaka van Bangladesh. Het district telt 15,2 miljoen inwoners en heeft een oppervlakte van 1464 km². De hoofdstad is de stad Dhaka.
Dhaka is onderverdeeld in 26 upazila/thana (subdistricten), 77 unions, 1863 dorpen en 3 gemeenten.